# Џон Реган
Џон Хенингер Реган (енгл. John Henninger Reagan; Севир, 8. октобар 1818 — Палестин, 6. март 1905) био је амерички политичар, члан Демократске странке из државе Тексас.
Када се његова држава отцепила од САД одлучио је да се придружи Конфедерацији. Током Америчког грађанског рата био је члан кабинета председника Џеферсона Дејвиса, прво као министар поштанског саобраћаја, а затим кратко као министар финансија. Након слома Конфедерације 1865. године, одлучио се за сарадњу са Унијом и та одлука га је учинила непопуларним код некадашњих сабораца.
Преминуо је од упале плућа 1905.